# Conjunto de Cantor
O conjunto de Cantor é um subconjunto do intervalo [0,1] definido pelo matemático Georg Cantor como limite de um processo iterativo.

## Construção

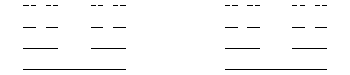
Primeiros passos da construção do conjunto de Cantor

A construção do conjunto se faz por indução matemática:
- Parte-se do intervalo {\displaystyle A_{0}=[0,1]\,};

- No passo 1, retira-se o terço do meio do intervalo:

{\displaystyle A_{1}=\left[0,{\frac {1}{3}}\right]\cup \left[{\frac {2}{3}},1\right]}
- No passo 2, retira-se o terço do meio de cada um dos dois intervalos criados pelo passo 1:

{\displaystyle A_{2}=\left[0,{\frac {1}{9}}\right]\cup \left[{\frac {2}{9}},{\frac {3}{9}}\right]\cup \left[{\frac {6}{9}},{\frac {7}{9}}\right]\cup \left[{\frac {8}{9}},1\right]};
- E recursivamente desta forma, no passo n, retira-se o terço do meio de cada um dos intervalos criados pelo passo n-1;

O conjunto de Cantor é definido como a intersecção dos conjuntos {\displaystyle A_{n}} produzidos:
{\displaystyle C_{1/3}=\bigcap _{n=1}^{\infty }A_{n}}

## Elementos
Qualquer número real entre 0 e 1 que pode ser expresso, na base 3, apenas usando-se os dígitos (trits) 0 e 2 é um elemento deste conjunto. Por exemplo, 1/3 = 0,1 (na base 3) pode ser escrito como 1/3 = 0,02222..., logo pertence ao conjunto. 1/2 = 0,1111... (na base 3) não pode, logo não pertence ao conjunto.

## Propriedades
O conjunto de Cantor:
- é fechado (por ser uma interseção de conjuntos fechados);
- é infinito não numerável;
- é um fractal;
- tem medida nula;